# You Win or You Die
"You Win or You Die"  (em português:  "Ganhar ou Morrer") é o sétimo episódio da primeira temporada da série de fantasia medieval Game of Thrones, que foi ao ar no dia 29 de maio de 2011 pela HBO. Foi escrito pelos criadores do programa, David Benioff e D. B. Weiss, e dirigido por Daniel Minahan.
O episódio aprofunda a história da deterioração do equilíbrio político nos Sete Reinos, com Lorde Eddard Stark revelando suas descobertas para Cersei Lannister enquanto o Rei Robert ainda está fora caçando.
O título do episódio é parte de uma fala de Cersei Lannister dita durante a confrontação final com Eddard Stark: "Quando se joga o jogo dos tronos, você vence ou você morre. Não existe meio-termo". A frase foi frequentemente usada para promover os livros e a série de TV.

## Enredo

### No acampamento Lannister
Lorde Tywin Lannister (Charles Dance) conversa com seu filho, Sor Jaime Lannister (Nikolaj Coster-Waldau). Apesar de Tywin repreender seus filhos pelos problemas recentes com os Stark, ele mesmo assim acredita que esta guerra é uma oportunidade perfeita para os Lannister estabelecerem uma nova dinastia como os novos governantes dos Sete Reinos. Ele dá parte de seu exército para Jaime atacar Correrrio, terra natal de Lady Stark.

### Em Winterfell
A selvagem capturada Osha (Natalia Tena), agora uma serva dos Stark, é molestada por Theon Greyjoy (Alfie Allen). Ele fala que se ela tivesse sido presa em sua terra natal, as Ilhas de Ferro, ela teria sofrido um destino pior. Depois de Meistre Luwin (Donald Sumpter) dizer a Theon para sair, ele pergunta a Osha por quê ela e os outros selvagens estão se aventurando para o sul da Muralha. Ela revela que eles estão fugindo dos Vagantes Brancos.

### Na Muralha
O cavalo de Benjen Stark retorna do norte da Muralha sem ele, muito para a preocupação de seu sobrinho, Jon Snow (Kit Harington). Os novos irmãos da Patrulha do Noite recebem designações na Muralha e fazem seus juramentos; entretanto, Jon fica desapontado e nervoso por ter sido designado como intendente do Lorde Comandante Mormont (James Cosmo) ao invés de patrulheiro. Ele acredita que isso é uma vingança de Sor Alliser Thorne (Owen Teale) por ele tê-lo desafiado; porém seu amigo Samwell Tarly (John Bradley) garante a Jon que ser intendente do Lorde Comandante pode ajudá-lo a se preparar para sucede-lo. Enquanto Jon e Sam fazem seus juramentos na árvore dedicada aos Velhos Deuses ao norte da Muralha, o lobo gigante de Jon, Fantasma, traz uma mão desmembrada.

### Além do Mar Estreito
Daenerys Targaryen (Emilia Clarke) tenta convencer Khal Drogo (Jason Momoa) a retornar para Westeros e reclamar o Trono de Ferro dos Sete Reinos, porém ele se recusa. Enquanto Daenerys e seu séquito vão ao mercado, Sor Jorah (Iain Glen) recebe uma carta dizendo que ele foi perdoado por seus crimes em Westeros e pode retornar. Jorah percebe que isso significa que a ordem para matar Daenerys foi enviada e ele rapidamente a salva de um mercador de vinho que tenta envenená-la. Com seu plano descoberto, o mercante foge porém é capturado pelos guarda-costas de Dany. Drogo, enfurecido pela tentativa de assassinato a sua esposa, promete a seus seguidores que ele vai liderá-los além do Mar Estreito para invadir os Sete Reinos como vingança, reclamando o Trono de Ferro para seu filho ainda não nascido.

### Em Porto Real
Eddard Stark (Sean Bean) confronta a Rainha Cersei Lannister (Lena Headey) sobre a paternidade de Joffrey (Jack Gleeson). Ele a acusa de incesto com Jaime, dando a vida um filho bastardo dele, e de conspirar com ele para tentar matar Bran (Isaac Hempstead-Wright), depois dele tê-los visto fazendo sexo. Ela admite todas as acusações. Ned diz que ele irá contar a verdade ao Rei Robert quando este retornar de sua caçada, e avisa que ela e seus filhos devem fugir da cidade para escapar da ira do Rei.
Lorde Renly Baratheon (Gethin Anthony) vem a Ned e o informa que o Rei Robert (Mark Addy) foi fatalmente ferido enquanto caçava um javali. Um agonizante Robert dita a Eddard seu testamento, fazendo-o Lorde Regente do Reino até Joffrey chegar a maioridade. Ned escreve as palavras de Robert, porém ao invés de usar "Joffrey", ele escreve "meu herdeiro legítimo", eliminando Joffrey da linha de sucessão. Robert assina o documento e pede para Ned cuidar do princípe.
Mais tarde, Renly tenta convencer Eddard a reunir um exército e tomar o poder quando Robert morrer. Ned tem a intenção de dar o trono a Stannis Baratheon, o outro irmão de Robert e o herdeiro legítimo dos Sete Reinos. Renly tenta convencê-lo de que Stannis é indigno para ser Rei. Petyr "Mindinho" Baelish (Aidan Gillen) vai a Ned e tenta convencê-lo a fazer paz com os Lannister, soltar Tyrion e casar Sansa com Joffrey. Ned recusa, e pede para que ele assegure o apoio da Patrulha da Cidade, já que ele não tem homens suficientes para sobrepujar Cersei.
Depois da morte de Robert, Eddard é chamado pelo Rei Joffrey e pela Rainha Regente na sala do trono. Mindinho informa que ele tem o apoio total da Patrulha da Cidade, então Ned lidera seus homens até a sala do trono. Joffrey ordena que ele seja coroado em uma quinzena. Ned pede para Sor Barristan Selmy (Ian McElhinney) ler o testamento de Robert, que o faz Lorde Regente até Joffrey chegar a maioridade. Cersei ordena que Sor Barristan prenda Eddard. Os homens de Ned avançam porém ele ordena que Sor Barristan não seja machucado. Joffrey manda Cão de Caça e seus homens matar os homens de Ned. Edddard ordena que a Patrulha da Cidade ataque, porém eles o traem e matam os homens Stark. Mindinho pega a adaga de Ned e diz, "Eu te avisei para não confiar em mim".

## Produção

### Roteiro
"You Win or You Die" foi escrito pelos criadores e produtores executivos da série, David Benioff e D. B. Weiss, baseado no livro original de George R. R. Martin. Os capítulos abrangidos no episódio são o 42, 46, 48 ao 50 e 55 (Jon V, Eddard XII, Eddard XIII, Jon VI, Eddard XIV e Daenerys VI).
Como de costume na série, novas cenas foram criadas especificamente para o episódio, elas são a conversa de Lorde Tywin com seu filho Jaime, Mindinho com as duas prostitutas em um de seus bordéis, Theon com Osha e a chegada do cavalo de Benjen Stark à Muralha e a subsequente conversa de Jon e Sam.

### Seleção de elenco
O episódio marca a primeira aparição de Charles Dance como Lorde Tywin Lannister, o patriarca da Casa Lannister. Dance, escolhido para o papel pouco depois do início da produção, sendo a primeira escolha dos produtores e um dos favoritos dos fãs para o papel. O autor e co-produtor George R. R. Martin comentou que "sua presença dominante em tela e acerado carisma devem fazê-lo perfeito para Lorde Tywin.

### Locações
A maior parte do episódio foi filmado no estúdio norte irlandês The Paint Hall. As cenas exteriores da entrada da cidade de Vaes Dothrak foram filmadas na área de Sandy Brae, e para a confrontação de Eddard e Cersei se passando nos jardins da Fortaleza Vermelha, bosque sagrado no livro, a produção usou o convento do St. Dominic Monastary, em Rabat, Malta.

## Recepção

### Audiência
A primeira exibição de "You Win or You Die" atraiu 2.4 milhões de espectadores, os mesmos números do episódio anterior. Isso pode ser considerado números positivos levando em conta que o episódio foi oferecido com antecedência durante toda a semana anterior pelo serviço online da HBO, e que ele foi ao ar em um feriado de três dias que frequentemente resulta em baixos índices. Adicionando os resultados de sua primeira reprise, que foi ao ar na mesma noite, o número total de espectadores foi de 3,2 milhões, também igualando os números da semana anterior.

### Crítica
"You Win or You Die" foi muito bem recebido pela crítica especializada. James Poniewozik da TIME chamou o episódio de "a hora mais emocionante e tematicamente rica até o momento", Maureen Ryan da AOL TV achou um episódio excelente que "viu as apostas serem elevadas em meios satisfatórios e emocionantes", e Alan Sepinwall da HitFix achou um episódio incrível e comentou que ele "colocou o holofote nas personagens que são vilões na versão de Ned Stark da história".

"O titular jogo dos tronos (que tem o nome verificado na fala de Cersei, que também fornece o nome individual do episódio) agora saiu do estágio inicial de apostas. Grandes jogadores estão caindo, alianças estão sendo feitas e quebradas e, baseado no que sabemos que está acontecendo ao norte com os Vagantes Brancos e ao leste com os dothraki, o jogo está preste a ficar sangrento e muito apressado. Essas pessoas não têm tempo para se estressar sobre quem senta no Trono de Ferro, não quando zumbis gigantes e/ou implacáveis mestres guerreiros estão a caminho."

— Alan Sepinwall, HitFix
Poniewozik continua: "Nós sabíamos que haveria um episódio significante, se por nenhum outro motivo do que ter a cena—aludindo ao título do episódio—que dá nome a série", um sentimento que Sepinwall compartilha e concorda. Myles McNutt, escrevendo para a Cultural Learnings, também considerou "You Win or You Die" como um momento climático na série.
A última confrontação com os Lannister tomando o controle das mãos de Eddard foi muito discutido, com muitos comentaristas criticando a ingenuidade de Ned e suas ações durante o episódio. No The Atlantic, Scott Meslow escreveu que Eddard nunca poderia vencer o "jogo dos tronos" porque ele está dedicado a jogar pelas regras. Na sua opinião, "não se pode dar ao luxo de se jogar limpo" quando os únicos desfechos são "vencer" ou "morrer". McNutt achou que o clímax no final do episódio "foi muito bem manuseado por tanto o elenco como o diretor (Dan Minahan)".
Além da confrontação de Ned e Cersei, outras cenas foram elogiadas pelos críticos. A cena introduzindo Charles Dance como Lorde Tywin Lannister foi considerada "uma beleza" por Todd VanDerWerff da A.V. Club, admirando como uma única cena mostrava não apenas a relação entre Tywin e Jaime, como toda a dinâmica do clã Lannister. Ele também elogia o trabalho de Nikolaj Coster-Waldau na cena, que apesar de ter poucas falas transmitidas muito bem, mostrava como Jaime é intimidado por seu pai. Maureen Ryan concorda com esse sentimento, e também elogia a rápida aparição de Natalia Tena como Osha. David Sims, também da A.V. Club, destacou o trabalho de Mark Addy em sua cena final, estendendo o elogio para o trabalho feito pelo ator em todas as suas cenas na série.
Os críticos também concordaram que as cenas dos dothraki foram muito fortes, com a linha de história tendo melhorado muito em relação aos primeiros episódios. Poniewozik afirmou que "essa foi para mim a primeira semana que as cenas dos dothraki não foram apenas absorventes, porém pareceu que as personagens eram tão bem imaginadas como aquelas em Westeros", e McNutt achou que o episódio "finalmente permitiu que Khal Drogo se tornasse um personagem verdadeiro". O discurso de Drogo prometendo que seu filho ainda não nascido sentaria no Trono de Ferro levou à elogios pela intensidade de Jason Momoa e pelas feições calmas e afetuosas de Emilia Clarke.
Entretanto, a cena onde Mindinho expõe suas motivações enquanto contrata duas prostitutas em seu bordel foi amplamente criticada. A cena foi considerada um exemplo do abuso claro do programa ao usar conversas com prostitutas como dispositivo de exposição, um situação que Myles Mcnutt cunhou o termo "sexposição". O monólogo de Mindinho foi consistentemente elogiado e a comparação entre suas ações e o fingimento de um orgasmo foi considerado adequado, porém muitos concordaram com a afirmação de Meslow que a fala foi "irritantemente ofuscada pela cena de sexo mais gratuita da série até momento". Entre as críticas estava sua duração excessiva, a repetição da abordagem dramática e a suposição de que os espectadores não iriam prestar atenção quando apresentados a uma longa exposição sem incluir sexo.